# Château d'Amblève
 (septembre 2020).
Si vous disposez d'ouvrages ou d'articles de référence ou si vous connaissez des sites web de qualité traitant du thème abordé ici, merci de compléter l'article en donnant les références utiles à sa vérifiabilité et en les liant à la section « Notes et références ».

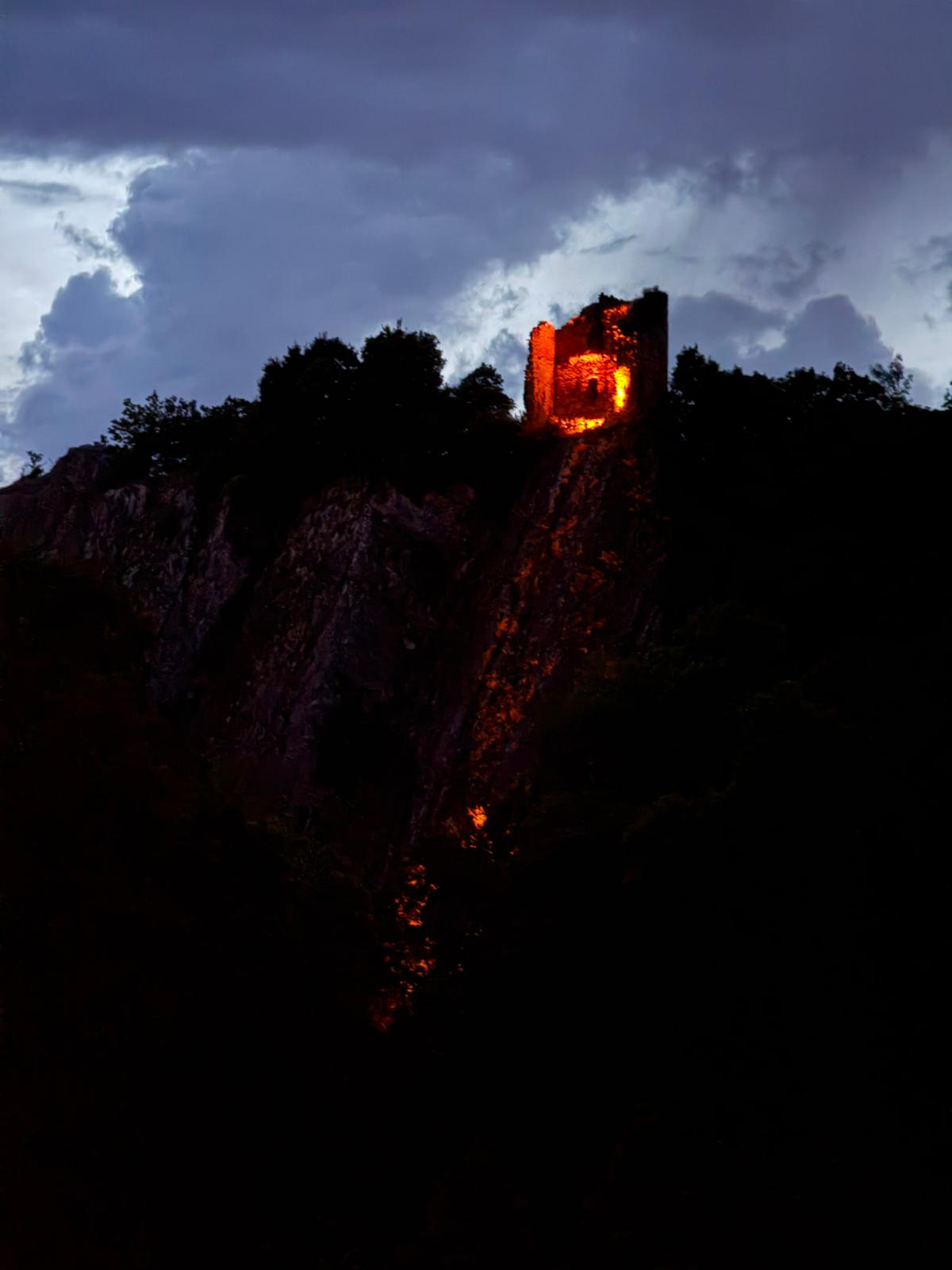
Les ruines de la tour et sa coulée de lave à l'occasion d'épousailles.

Le château d'Emblève, autrefois connu comme Neufchâteau-sur-Amblève, est un ancien château fort belge situé en Wallonie dans la commune d'Aywaille dont il ne reste actuellement que des ruines dressées au-dessus des falaises de granit surplombant l'Amblève.

## Origine et histoire
L'une des premières mentions du château remonte à 741, puisque Griffon, le fils de Charles Martel, y aurait été enfermé à la suite du conflit qui l'opposa à ses demi-frères, Pépin le Bref et Carloman. Cette information est toutefois sujette à caution : il aurait également été enfermé au Novum Castellum de Chèvremont, à quelques kilomètres au nord de Sprimont.
En 855, l'empereur d'Allemagne Lothaire II donne Sprimont à l'abbaye de Stavelot, qui reçoit la maison forte nommée Tour de Sprimont, à l'origine du château. Au XIIIe siècle, le château proprement dit est bâti et jusqu’en 1578 date de sa démolition, il assure la protection et la défense de Sprimont. Il appartint entre le début du XVe et la fin du XVIeme siècle à la Maison de La Marck, de la branche La Marck-Arenberg. Cette famille était alors une des principales familles de la noblesse wallonne, titulaire du duché de Bouillon et notamment des comtés d'Arenberg et de la principauté de Sedan. Elle comptait plusieurs princes-évêques de Liège à la même époque.

## Château d'Amblève ou d'Emblève?
Le Château d'Emblève, est erronément dénommé Château d'Amblève en effet, le site est situé sur la commune d'Aywaille au lieu-dit et/ou hameau d'Emblève, par contre la rivière, s'orthographie bien Amblève.

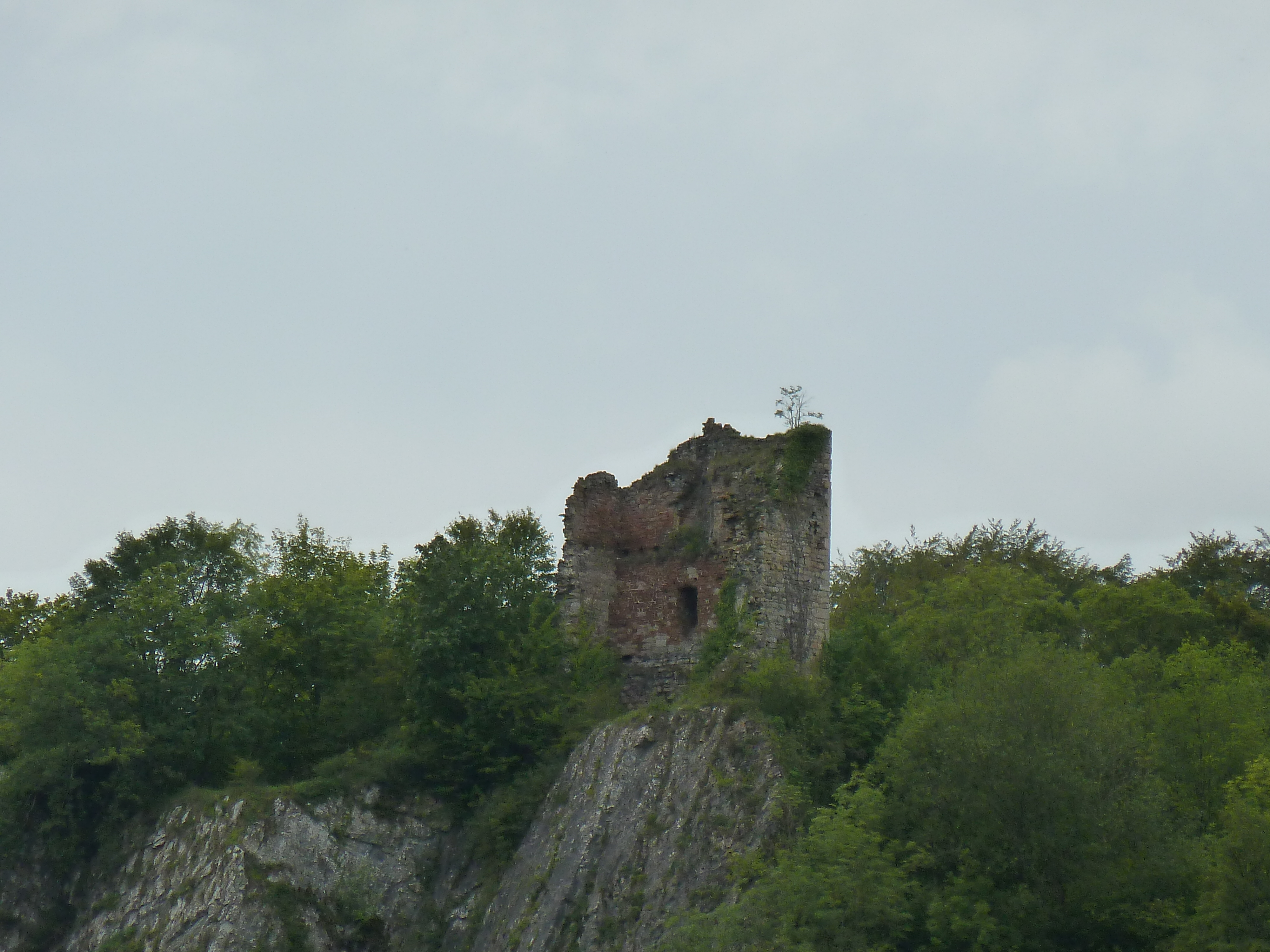

En fait, il existe deux châteaux d'Emblève. Un château moderne, situé au bord de l'Amblève, qui sert de demeure à ses propriétaires. Les ruines de l'ancien château se situent un peu plus vers l'aval au sommet  d'une grande falaise dominant la rivière. Le rocher est le plus haut point de la vallée de l'Amblève. L'ancienne forteresse médiévale fut le siège de justice de Sprimont et la résidence de ses seigneurs.
Dénommé aussi Château des quatre Fils Aymon, il fut estimé avoir été construit au Xe siècle et fut détruit à la fin du XVIe siècle.

## Visite
Actuellement, le château fort se situe sur la commune d'Aywaille alors qu'historiquement, il faisait partie du territoire de Sprimont. La limite communale passe à quelques dizaines de mètres de l'édifice.
Les ruines du château d'Amblève font partie du domaine privé du château d'Emblève (situé en contrebas). Elles ne sont pas visitables. L'accès au château peut être dangereux en raison du sentier escarpé et des risques d'effondrement ou de chute de pierre dans les ruines à proprement parler.